# 迈克尔·安斯利
迈克尔·安东尼奥·安斯利（英語：Michael Antonio Ansley，1967年2月8日—），美国NBA联盟前职业篮球运动员。他在1989年的NBA选秀中第2轮第37顺位被奥兰多魔术选中。